# Micheal Eric
Micheal Oluwaseun Eric (Lagos; 24 de junio de 1988) es un jugador de baloncesto nigeriano. Con 2,11 metros de estatura, juega en la posición de pívot en las filas del Taipei Taishin Mars de la Taiwan Professional Basketball League.

## Trayectoria deportiva

### Universidad
Jugó durante cuatro temporadas con los Owls de la Universidad de Temple, en las que promedió 6,0 puntos y 4,6 rebotes por partido.

### Profesional
Tras no ser elegido en el Draft de la NBA de 2012, fichó por los Canton Charge de la NBA D-League, con los que promedió 8,1 puntos, 7,6 rebotes y 1,7 tapones por partido, que le valió para ser incluido en el segundo mejor quinteto de rookies de la liga.
Al año siguiente fue traspasado a los Texas Legends, pero una lesión le impidió jugar más de 6 partidos, en los que promedió 8,7 puntos y 5,3 rebotes.
En septiembre de 2014 fichó por los Milwaukee Bucks de la NBA. Sin embargo, fue descartado por los Bucks el 27 de octubre de 2014.
En agosto de 2016 firmó por una temporada más otra opcional con el Bilbao Basket.
El 18 de julio de 2017 fichó por el Darüşşafaka turco por una temporada. A nivel europeo conquistó con Darussafaka el título de la Eurocup en la temporada 2017-18.
El 9 de julio de 2019 firma con el Kirolbet Baskonia. En la temporada 2019-20 con el conjunto vitoriano se alzó con el título de Liga ACB en la fase excepcional disputada en Valencia.
En julio de 2020, regresa a Turquía para jugar en las filas del  Türk Telekom Basketbol Kulubü de la Basketbol Süper Ligi. En la liga turca promedió 10.95 puntos, 6.1 rebotes y 13.1 de valoración en 20 partidos, mientras que en BCL sus medias fueron 12.2 puntos, 6.7 rebotes y 15 de valoración en 6 encuentros. 
El 11 de febrero de 2021, firma por el CSKA Moscú de la VTB United League, equipo con el que disputó la Final Four de la Euroliga y se alzó con el título de la VTB League. En la máxima competición continental tuvo unos medias en 13 encuentros de 5.4 puntos, 3.3 rebotes y 6.4 de valoración, mientras que en la VTB sus números fueron 6.2 puntos, 3.5 rebotes y 8.3 de valoración, también en 13 partidos disputados.
El 8 de agosto de 2021, firma por el Unicaja Málaga de la Liga Endesa. El 25 de enero de 2022 sufrió una lesión en el ligamento cruzado anterior de la rodilla derecha que le dejó fuera el resto de la temporada.
El 13 de enero de 2023 firma contrato con el Türk Telekom Basketbol Kulubü, equipo con el que ya jugó en la temporada 20-21.
El 1 de diciembre de 2024 firma con el Taipei Taishin Mars de la Taiwan Professional Basketball League.

### Selección
En 2019, participó con su selección en el Mundial de China, quedando clasificado para los Juegos Olímpicos de 2020 como mejor equipo africano.
Volvió a representar a su país en los Torneos de Preclasificación Olímpica FIBA 2023.